# 유가 주기
유가 주기(차투르 유가, 마하 유가 등)은 힌두교 우주론에서 순환하는 시대(시기)이다. 각 순환은 4,320,000년(12,000 신성년) 동안 지속되며, 네 개의 유가(세계 시대)를 반복한다: 크리타(사트야) 유가, 트레타 유가, 드와파라 유가, 그리고 칼리 유가.
유가 순환이 네 유가를 거치면서, 각 유가의 길이와 각 유가 내에서 인류의 일반적인 도덕적, 육체적 상태는 4분의 1씩 감소한다. 432,000년 동안 지속되는 칼리 유가는 기원전 3102년에 시작된 것으로 믿어진다. 칼리 유가 말기에는 덕이 최악의 상태에 이르렀을 때 대격변이 일어나고 다르마가 재정립되어 다음 순환의 크리타(사트야) 유가를 예고하는데, 이는 칼키에 의해 예언되었다.
하나의 만반타라(마누의 시대)에는 71개의 유가 순환이 있고, 하나의 칼파(브라흐마의 하루)에는 1,000개의 유가 순환이 있다.

## 어휘
유가 순환에는 여러 이름이 있다.
시대 또는 유가(산스크리트어: युग):
"시대"와 "유가"는 때때로 경의를 표하는 대문자로 표기되기도 하며, 특별히 작은 시대의 이름(예: 칼리 유가)으로 한정되지 않는 한 일반적으로 4개의 세계 시대의 순환인 "catur-yuga"를 의미한다. 그것의 고어는 '유그(yug)'이며, '유감(yugam)', yugānāṃ, '유게(yuge)'와 같은 다른 형태는 '유즈(yuj)'(산스크리트어: युज्)에서 파생되었으며, 이는 인도유럽조어: lit. '결합하다 또는 연합하다'인 yeug-에서 유래한 것으로 여겨진다.
차투르유가(산스크리트어: चतुर्युग caturyuga, catur-yuga, chaturyuga, or chatur-yuga):
힌두교 경전에 정의된 네 유가 시대를 포함하는 순환 시대: 수리야 싯단타, 마누 법전, 그리고 바가바타 푸라나.
다이바 유가(산스크리트어: दैवयुग daivayuga or daiva-yuga),

데바 유가(산스크리트어: देवयुग devayuga or deva-yuga),

디브야 유가(산스크리트어: दिव्य युग divyayuga or divya-yuga):
네 유가 시대("인간 시대" 또는 "세계 시대"라고도 함)를 포함하는 데바의 신성하거나 천상적인, 또는 신들의 순환 시대. 힌두교 경전은 12,000 신성년의 길이를 부여하며, 여기서 신성년은 360 태양년 (인간) 년 동안 지속된다.
마하 유가(산스크리트어: महायुग mahāyuga or mahā-yuga):
네 개의 작은 유가 시대를 포함하는 더 큰 순환 시대.
유가 순환 (산스크리트어: युग) + (영어: cycle):
네 유가 시대를 포함하는 순환 시대.
네 유가 개념은 네 베다의 편집 후, 하지만 나머지 힌두교 경전 이전의 어느 시점에 기원한 것으로 이론화되고 있다. 이는 전자 저작물에 해당 개념이 없다는 점에 근거한다. 네 유가—크리타(사트야), 트레타, 드와파라, 칼리—는 각각 4-3-2-1로 표시된 인도식 긴 주사위 던지기의 결과에서 이름을 따온 것으로 여겨진다. 주사위 게임은 리그베다, 아타르바베다, 우파니샤드, 라마야나, 마하바라타, 그리고 푸라나에 묘사되어 있지만, 네 유가는 주사위와의 상관관계에 대한 언급 없이 네 베다 다음에 묘사되어 있다. 네 유가와 그 특성에 대한 완전한 설명은 비슈누 스므리티(20장), 마하바라타(예: 바나파르바 149, 183), 마누 법전(I.81–86), 그리고 푸라나(예: 브라흐마 122–123장; 마츠야 142–143장; 나라디야, 푸르바르다 41장)에 있다. 네 유가는 바가바타 푸라나(3.11.18–20)에도 묘사되어 있다.

## 지속 시간 및 구조
힌두교 경전은 유가 순환 내에 네 개의 유가(세계 시대)—크리타(사트야) 유가, 트레타 유가, 드와파라 유가, 그리고 칼리 유가—를 묘사하며, 첫 시대부터 순서대로 각 유가의 길이는 4분의 1(25%)씩 감소하여 4:3:2:1의 비율을 이룬다. 각 유가는 주요 기간(a.k.a. 본 유가)과 그 앞의 yuga-sandhyā(새벽), 뒤의 yuga-sandhyāṃśa(황혼)로 구성되며, 각 박명(새벽/황혼)은 주요 기간의 10분의 1(10%) 동안 지속된다. 길이는 신성년(신들의 해)으로 주어지며, 각 신성년은 360 태양년 동안 지속된다.
각 유가 순환은 4,320,000년(12,000 신성년) 동안 지속되며 네 유가를 포함한다: 크리타(사트야) 유가는 1,728,000년(4,800 신성년), 트레타 유가는 1,296,000년(3,600 신성년), 드와파라 유가는 864,000년(2,400 신성년), 칼리 유가는 432,000년(1,200 신성년)이다.
| 유가            | 부분                         | 신성년 | 태양년    |
| --------------- | ---------------------------- | ------ | --------- |
| 크리타 (사트야) | 크리타-유가-산드야(새벽)     | 400    | 144,000   |
| 크리타 (사트야) | 크리타-유가(본래)            | 4,000  | 1,440,000 |
| 크리타 (사트야) | 크리타-유가-산드얀사(황혼)   | 400    | 144,000   |
|                 |                              |        |           |
| 트레타          | 트레타-유가-산드야(새벽)     | 300    | 108,000   |
| 트레타          | 트레타-유가(본래)            | 3,000  | 1,080,000 |
| 트레타          | 트레타-유가-산드얀사(황혼)   | 300    | 108,000   |
|                 |                              |        |           |
| 드와파라        | 드와파라-유가-산드야(새벽)   | 200    | 72,000    |
| 드와파라        | 드와파라-유가(본래)          | 2,000  | 720,000   |
| 드와파라        | 드와파라-유가-산드얀사(황혼) | 200    | 72,000    |
|                 |                              |        |           |
| 칼리            | 칼리-유가-산드야(새벽)       | 100    | 36,000    |
| 칼리            | 칼리-유가(본래)              | 1,000  | 360,000   |
| 칼리            | 칼리-유가-산드얀사(황혼)     | 100    | 36,000    |
| 합계            | 합계                         | 12,000 | 4,320,000 |

현재 순환의 네 유가는 기원전 3102년에 시작된 네 번째이자 현재 시대인 칼리 유가를 기준으로 다음과 같은 날짜를 가진다:
| 유가                                   | 시작 (– 끝)           | 길이                |
| -------------------------------------- | --------------------- | ------------------- |
| 크리타 (사트야)                        | 3,891,102 BCE         | 1,728,000 (4,800)   |
| 트레타                                 | 2,163,102 BCE         | 1,296,000 (3,600)   |
| 드와파라                               | 867,102 BCE           | 864,000 (2,400)     |
| 칼리*                                  | 3102 BCE – 428,899 CE | 432,000 (1,200)     |
| 연도: 4,320,000 태양년 (12,000 신성년) |                       |                     |
| (*) 현재.                              | (*) 현재.             | [ c ] [ 23 ] [ 24 ] |

마하바라타, 12권 (샨티 파르바), 231장:
(17) (인간의) 1년은 신들의 낮과 밤과 같다 ... (19) 나는 크리타, 트레타, 드와파라, 그리고 칼리 유가에서 여러 목적으로 다르게 계산된 연수를 순서대로 너희에게 말하겠다. (20) 4천 천상의 해는 첫 번째 또는 크리타 시대의 지속 시간이다. 그 순환의 아침은 4백 년으로 구성되며 그 저녁은 4백 년이다. (21) 다른 순환에 관하여, 각 순환의 지속 시간은 주요 기간과 작은 부분, 그리고 결합하는 부분 모두에서 점진적으로 4분의 1씩 감소한다. (29) 학자들은 이 1만2천 천상의 해가 순환이라고 불리는 것을 형성한다고 말한다 ...

마누 법전, 1장:
(67) 1년은 신들의 낮과 밤이다 ... (68) 그러나 이제 브라흐만브라흐마의 밤낮의 기간과 여러 시대(유가)의 지속 시간에 대한 간략한 (설명)을 그 순서대로 들으라. (69) 그들은 크리타 시대가 4천 년(신들의 해)으로 구성된다고 선언한다; 그 시대의 새벽은 그만큼의 백 년으로 구성되고, 그 시대의 황혼은 같은 수의 백 년으로 구성된다. (70) 새벽과 황혼을 포함한 다른 세 시대에서는 천 년과 백 년이 각각 하나씩 감소한다. (71) 이처럼 방금 언급된 네 시대(인간 시대)의 총합인 1만2천 년은 신들의 한 시대로 불린다.

수리야 싯단타, 1장:
(13) ...12개월은 1년을 이룬다. 이것을 신들의 날이라고 부른다. (14) ...그것들의 60배 6번 [360]이 신들의 1년이다 ... (15) 이 신성한 해들 중 1만2천은 사중시대(차투르유가)라고 불린다; 1만 곱하기 432 [4,320,000] 태양년으로 (16) 새벽과 황혼을 포함한 사중시대가 구성된다. 황금시대와 다른 시대들의 차이는 각 시대에서 미덕의 발의 수 차이에 따라 다음과 같다: (17) 한 시대의 10분의 1을 순서대로 4, 3, 2, 1로 곱하면 황금시대와 다른 시대들의 길이가 나온다: 각 시대의 6분의 1은 그 시대의 새벽과 황혼에 속한다.

## 더 큰 순환
만반타라에는 71개의 유가 순환(3억 6720만 년)이 있는데, 이 기간은 인류의 조상인 마누가 통치한다. 하나의 칼파(브라흐마의 하루 또는 12시간의 낮)에는 1,000개의 유가 순환(43억 2천만 년)이 있는데, 브라흐마는 행성과 최초의 생명체를 창조한 존재이다. 하나의 칼파에는 14개의 만반타라(42억 9408만 년)가 있으며, 2592만 년의 잔여 기간은 15개의 만반타라-산드야(접합부)에 할당되는데, 각 산드야의 길이는 사트야 유가와 같다(172만 8천 년). 하나의 칼파 다음에는 같은 길이의 프랄라야(밤 또는 부분적 해체)가 이어져 완전한 하루(24시간)를 이룬다. 하나의 마하-칼파(브라흐마의 수명)는 브라흐마의 360일년을 100번 지속하며, 이는 7,200만 유가 순환(311조 4천억 년) 동안 지속되고, 그 다음에는 같은 길이의 마하-프랄라야(완전 해체)가 이어진다.
우리는 현재 브라흐마의 생명('마하-칼파')의 중간 지점에 있다:
- 100년 중 51번째 해 (두 번째 절반 또는 파라르다)
- 12개월 중 1번째 달
- 30개의 칼파 중 1번째 칼파 (슈베타-바라하 칼파)
- 14개의 만반타라 중 7번째 만반타라 (바이바스바타 마누)
- 71개의 차투르-유가(또는 유가 순환) 중 28번째
- 4개의 유가 중 4번째 (칼리 유가)

유가 날짜는 힌두교 의식 시작 시 브라흐마의 생에서 경과된 시간을 명시하기 위해 낭송되는 아슐로카에 사용된다. 예를 들어, 그레고리력 서기 2007년의 아슐로카에는 다음 구절이 포함될 수 있다:
28번째 차투르유게의 7번째 만반타라의 51번째 해 첫날 칼리유기 연도 5109년 [(브라흐마 생애의 두 번째 절반)]이다.

## 미덕
마누 법전에 따르면, 인간의 덕(다르마)은 네 유가(시대)에 걸쳐 다르다. 본문에는 다음과 같이 명시되어 있다:

तपः परं कृतयुगे त्रेतायां ज्ञानमुच्यते । 

द्वापरे यज्ञमेवाहुर्दानमेकं कलौ युगे ॥

tapaḥ paraṃ kṛtayuge tretāyāṃ jñānamucyate 

dvāpare yajñamevāhurdānamekaṃ kalau yuge 

크리타 유가에서는 미덕이 고행(타파스)이며, 트레타 유가에서는 지식(즈냐나)이고, 드와파라 유가에서는 희생(야즈나)이며, 칼리 유가에서는 자선(다나)이다.

## 아바타라

### 가네샤
가네샤 아바타라는 특정 유가에 나타난다고 묘사된다.

### 비슈누
푸라나는 특정 유가에 나타나는 비슈누 아바타라를 묘사하지만, 모든 유가 순환에서 나타나지는 않을 수 있다.
바마나는 트레타 유가의 시작 부분에 나타난다. 바유 푸라나에 따르면, 바마나의 세 번째 등장은 일곱 번째 트레타 유가에 있었다.
라마는 트레타 유가의 끝에 나타난다. 바유 푸라나와 마츠야 푸라나에 따르면, 라마는 24번째 유가 순환에 나타났다. 파드마 푸라나에 따르면, 라마는 6번째 (이전) 만반타라의 27번째 유가 순환에도 나타났다.

### 브야사
브야사는 네 베다, 마하바라타, 그리고 푸라나의 편찬자로 알려져 있다. 비슈누 푸라나, 쿠르마 푸라나, 그리고 시바 푸라나에 따르면, 칼리 유가의 타락한 시대에 인간을 인도하기 위해 각 드와파라 유가의 끝에 다른 브야사가 와서 베다를 기록한다.

## 현대 이론
유가 순환의 긴 지속 기간에서 벗어나, 유가의 길이, 수 및 순서에 관한 새로운 이론들이 등장했다.

### 스와미 스리 유크테스와르 기리
스와미 스리 유크테스와르 기리(1855년~1936년)는 그의 책 성스러운 과학(1894년) 서론에서 24,000년의 유가 순환을 제안했다.
그는 칼리 유가가 432,000년 동안 지속된다는 이해가 오류라고 주장했으며, 이는 파리크시트 왕 시대, 즉 하강하는 드와파라 유가가 끝난 직후(대략 기원전 3101년) 그의 궁정에 있던 모든 현자들이 히말라야 산맥으로 은퇴한 시점까지 거슬러 올라간다. 나이를 정확히 계산할 사람이 아무도 없었기 때문에 칼리 유가는 공식적으로 시작되지 않았다. 서기 499년 이후, 상승하는 드와파라 유가에서 인간의 지성이 발달하기 시작했지만 완전히 발달하지는 않았을 때, 그들은 오류를 발견하고 신성한 년을 인간 년(1:360 비율)으로 변환함으로써 이를 수정하려 했다. 유크테스와르의 사트야, 트레타, 드와파라, 칼리 유가 길이는 각각 4,800년, 3,600년, 2,400년, 1,200년 "인간" 년(총 12,000년)이다.
그는 네 유가와 그 4:3:2:1의 길이와 다르마 비율을 받아들였지만, 그의 유가 순환은 여덟 유가, 즉 네 유가의 원래 하강하는 집합과 그 뒤에 오는 상승하는 (역전된) 집합을 포함했으며, 그는 각 집합을 "다이바 유가" 또는 "전기 부부"라고 불렀다. 그의 유가 순환은 24,000년 동안 지속되며, 그는 이것이 자전축의 세차운동 한 번과 같다고 믿었다(전통적으로 25,920년; 1,920년 차이). 그는 세계가 서기 499년에 물고기자리-처녀자리 시대("주기 바닥")에 진입했으며, 현재의 상승하는 드와파라 유가는 전기와 같은 과학적 발견과 발전이 있었던 서기 1699년경에 시작되었다고 말한다.
그는 24,000년 유가 순환에서 태양이 어떤 쌍성 주위를 한 바퀴 돌며, 더 긴 주기로 쌍성이 공전하는 은하 중심에 더 가까워지고 멀어진다고 설명했다. 그는 이 은하 중심을 비슈누나비(비슈누의 배꼽)라고 불렀는데, 그곳에서 브라흐마가 다르마 또는 유크테스와르가 정의한 정신적 미덕을 조절한다. 다르마는 하강-상승 교차점("주기 바닥")에서 브라흐마에서 가장 멀 때 가장 낮고, 가장 가까울 때 "주기 최고점"에서 반대가 발생한다. 다르마가 가장 낮을 때(서기 499년), 인간의 지성은 조악한 물질 세계 너머의 어떤 것도 이해할 수 없다.
| 유가             | 시작 (– 끝)      | 길이             |
| 하강 (12,000년): | 하강 (12,000년): | 하강 (12,000년): |
| ---------------- | ---------------- | ---------------- |
| 크리타 (사트야)  | 11,501 BCE       | 4,800            |
| 트레타           | 6701 BCE         | 3,600            |
| 드와파라         | 3101 BCE         | 2,400            |
| 칼리             | 701 BCE          | 1,200            |
| 상승 (12,000년): |                  |                  |
| 칼리             | 499 CE           | 1,200            |
| 드와파라*        | 1699 CE          | 2,400            |
| 트레타           | 4099 CE          | 3,600            |
| 크리타 (사트야)  | 7699–12,499 CE   | 4,800            |
| 연도: 24,000     |                  |                  |
| (*) 현재.        | (*) 현재.        | [ e ]            |

조셀린 고드윈은 유크테스와르가 유가의 전통적 연대기가 정치적 이유로 조작되었다고 믿었지만, 유크테스와르에게도 자신만의 정치적 이유가 있었을 수 있다고 말한다. 이는 아틀란티스와 시간의 순환에 인쇄된 경찰 보고서에서 명백하며, 유크테스와르를 "새로운 시대" 또는 "시대의 전환"을 의미하는 유간타르라는 비밀 반식민지 운동과 연결시킨다.
고드윈은 자이나교 시간 주기와 유럽의 진보 신화가 유크테스와르에게 영향을 미쳤다고 주장하며, 그의 이론은 최근에야 인도 밖에서 두각을 나타냈다. 상향 주기의 인류는 전통적인 사상과 모순된다. 고드윈은 "인간이 조악한 물질 세계를 넘어 볼 수 없었던" 시기(기원전 701년 – 서기 1699년)에 시작된 많은 철학 및 종교들을 지적한다. 유물론자와 무신론자만이 1700년 이후의 시대를 개선으로 환영할 것이다.
자신의 버전에서 상승하는 칼리 유가를 서기 499년에서 2012년으로 조정한 존 메이저 젠킨스는 유크테스와르가 자신의 교육, 신념 및 역사적 이해에 "주기 바닥"이 일치하도록 원했다고 비판한다. 기술은 우리를 물질적 의존과 영적 암흑 속으로 더 깊이 밀어넣었다.

### 르네 게농
르네 게농(1886년~1951년)은 1931년 프랑스 기사에서 64,800년의 유가 순환을 제안했으며, 이는 나중에 책 『전통적 형식과 우주적 순환』(2001년)으로 번역되었다.
게농은 네 유가, 4:3:2:1의 유가 길이 비율, 그리고 칼리 유가를 현재 시대로 받아들였다. 그는 극도로 긴 길이를 받아들일 수 없었고, 미래를 예측하는 데 사용할 수도 있는 사람들을 오도하기 위해 추가적인 영(0)이 암호화되어 있다고 느꼈다. 그는 유가 순환을 4,320,000년에서 4,320년(1,728 + 1,296 + 864 + 432)으로 줄였지만, 이것이 인류의 역사에 비해 너무 짧다고 느꼈다.
곱셈 인자를 찾던 그는 자전축의 세차운동(전통적으로 25,920년; 360 × 72년 주기)을 거꾸로 거슬러 올라갔다. 25,920과 72를 사용하여 그는 하위 곱셈 인자를 4,320년(72 × 60 = 4,320; 4,320 × 6 = 25,920)으로 계산했다. 페르시아인(~12,000)과 그리스인(~13,000)의 "대년"이 세차운동의 거의 절반이라는 것을 알아차리고, 그는 "대년"이 12,960년(4,320 × 3)이어야 한다고 결론지었다. 만반타라 또는 바이바스바타 마누의 통치 기간에 해당하는 "대년"의 정수를 찾으려던 그는 지우수드라의 통치가 64,800년(12,960 × 5)으로 설정되어 있음을 발견했는데, 그는 이 지우수드라가 동일한 마누라고 생각했다. 게농은 64,800년이 인류의 역사와 더 잘 일치할 수 있는 더 그럴듯한 길이라고 느꼈다. 그는 4,320년의 "암호화된" 유가 순환으로 나눈 64,800년의 만반타라가 15(5 "대년")의 곱셈 인자를 제공한다고 계산했다. 15를 곱셈 인자로 사용하여 그는 5-"대년" 유가 순환을 다음과 같은 유가 길이로 "해독"했다:
- 사트야: 25,920 (4 비율 또는 2 × "대년"; 15 × 1,728)
- 트레타: 19,440 (3 비율 또는 1.5 × "대년"; 15 × 1,296)
- 드와파라: 12,960 (2 비율 또는 1 × "대년"; 15 × 864)
- 칼리: 6,480 (1 비율 또는 0.5 × "대년"; 15 × 432)

게농은 칼리 유가의 시작 날짜를 명시하지 않았지만, 대신 아틀란티스 문명의 대격변적 파괴에 대한 묘사에서 단서를 남겼다. 그의 주석가인 장 로뱅은 1980년대 초반 출판물에서 이 묘사를 해독했다고 주장하며, 칼리 유가가 기원전 4481년부터 서기 1999년까지 (0년 제외 시 서기 2000년) 지속되었다고 계산했다. 가스통 조르젤이 1949년에 쓴 책 『인류의 네 시대』(Les Quatre Âges de L’Humanité)에서도 이와 동일한 종말 날짜인 서기 1999년이 계산되었다. 하지만 그는 1983년 책 『유대-기독교 주기』(Le Cycle Judéo-Chrétien)에서 이 주기를 31년 앞으로 옮겨 서기 2030년에 끝난다고 주장했다.
| 유가                                                      | 시작 (– 끝)                                               | 길이        |
| --------------------------------------------------------- | --------------------------------------------------------- | ----------- |
| 크리타 (사트야)                                           | 62,801 BCE                                                | 25,920      |
| 트레타                                                    | 36,881 BCE                                                | 19,440      |
| 드와파라                                                  | 17,441 BCE                                                | 12,960      |
| 칼리                                                      | 4481 BCE – 1999 CE                                        | 6,480       |
| 연도: 64,800                                              |                                                           |             |
| 현재: 크리타 유가 [서기 1999년–서기 27,919년], 다음 순환. | 현재: 크리타 유가 [서기 1999년–서기 27,919년], 다음 순환. | [ e ] [ f ] |

### 알랭 다니엘루
알랭 다니엘루(1907년~1994년)는 그의 저서 『신들이 놀 때: 역사 순환과 인류의 운명에 대한 시바 신탁과 예언』(1985년)에서 60,487년의 유가 순환을 제안했다.
다니엘루와 르네 게농은 푸라나에서 발견되는 극도로 긴 길이를 둘 다 받아들일 수 없었던 서신을 주고받았다. 다니엘루는 주로 링가 푸라나를 인용했으며, 그의 계산은 4,320,000년 유가 순환에 (그가 계산한 1000 ÷ 14) 71.42개의 만반타라가 포함되고, 각 만반타라는 4개의 유가 [4:3:2:1 비율]를 포함한다는 가정에 기반한다. 그는 기원전 3102년을 칼리 유가의 시작으로 못 박았고, 이를 새벽(유가-산드야) 이후에 두었다. 그는 자신의 날짜가 50년 이내의 정확도를 가진다고 주장했으며, 유가 순환은 대홍수와 크로마뇽인의 출현으로 시작되었고, 인류를 전멸시키는 대재앙으로 끝날 것이라고 주장했다.
| 유가            | 시작 (– 끝)        | 길이         |
| --------------- | ------------------ | ------------ |
| 크리타 (사트야) | 58,042 BCE         | 24,195       |
| 트레타          | 33,848 BCE         | 18,146       |
| 드와파라        | 15,703 BCE         | 12,097       |
| 칼리*           | 3606 BCE – 2442 CE | 6,048.72     |
| 연도: 60,487    |                    |              |
| (*) 현재.       | (*) 현재.          | [ e ] [ 61 ] |

조셀린 고드윈은 다니엘루의 오해가 전적으로 링가 푸라나 1.4.7절의 잘못된 번역에 기반한다고 밝혀냈다.

## 힌두교 천문학
수리야 싯단타와 같은 힌두교 천문학의 초기 텍스트에서는 유가 순환의 길이가 천체들의 공전 주기를 명시하는 데 사용된다. 천체가 지구 주위를 한 번 공전하는 주기 대신, 유가 순환 내에서 천체가 공전하는 횟수가 명시된다.
수리야 싯단타, 1장:
(29) 한 시대(유가)에, 태양, 수성, 금성, 그리고 화성, 토성, 목성의 합(시그라)이 동쪽으로 움직이는 회전수는 4백32만; (30) 달은 5천7백7십5만3천3백3십6; 화성은 2백2십9만6천8백3십2; (31) 수성의 합(시그라)은 1천7백9십3만7천6십; 목성은 3십6만4천2백2십; (32) 금성의 합(시그라)은 7백2만2천3백7십6; 토성은 1십4만6천5백6십8; (33) 달의 근지점(우카)은 한 시대에 4십8만8천2백3; 그 궤도 교점(파타)은 반대 방향으로 2십3만2천2백3십8; (34) 항성은 1십5억8천2백2십3만7천8백2십8....

천체의 궤도 주기는 유가 순환의 시작점을 알면 위에서 제공된 숫자를 통해 도출할 수 있다. 버제스에 따르면, 수리야 싯단타는 칼리 유가의 시작점을 다음과 같이 정한다:
시대가 시작되는 순간은 율리우스기의 588,465일이 끝나는 자정(민간 계산)이자 588,466일이 시작되는 순간이며, 즉 율리우스력 1612년 2월 17일에서 18일 사이, 또는 기원전 3102년이다.

이 시작점을 바탕으로 이베니저 버제스는 다음과 같은 행성 궤도 주기를 계산한다:
| 행성      | 수리야 싯단타          | 수리야 싯단타           | 현대                    |
| 행성      | 유가 순환에서의 회전수 | 회전 길이 (일 시 분 초) | 궤도 주기 (일 시 분 초) |
| --------- | ---------------------- | ----------------------- | ----------------------- |
| 태양      | 4,320,000              | 365 6 12 36.6           | 365 6 9 10.8            |
| 수성      | 17,937,060             | 87 23 16 22.3           | 87 23 15 43.9           |
| 금성      | 7,022,376              | 224 16 45 56.2          | 224 16 49 8.0           |
| 화성      | 2,296,832              | 686 23 56 23.5          | 686 23 30 41.4          |
| 목성      | 364,220                | 4,332 7 41 44.4         | 4,332 14 2 8.6          |
| 토성      | 146,568                | 10,765 18 33 13.6       | 10,759 5 16 32.2        |
| 달 (항성) | 57,753,336             | 27 7 43 12.6            | 27 7 43 11.4            |
| 달 (삭망) | 53,433,336             | 29 12 44 2.8            | 29 12 44 2.9            |

## 다른 문화권
로버트 볼턴에 따르면, 많은 전통에서 세상이 완전한 상태로 시작되었을 때 자연과 초자연이 모든 것의 가능한 가장 완전한 정도의 완벽함과 여전히 조화를 이루고 있었고, 이어서 시대를 거쳐 세상이 피할 수 없는 끊임없는 악화를 겪었다는 보편적인 믿음이 존재한다.
기원전 700년경으로 추정되는 인간의 시대에 관한 가장 초기의 유럽 저술로 여겨지는 일과 날(109–201행)에서 그리스 시인 헤시오도스는 다섯 시대(황금, 은, 청동, 영웅, 철기 시대)를 묘사하며, 고드윈에 따르면 영웅 시대는 트로이 전쟁과 그 영웅들이 너무나 중요했기 때문에 그리스 신화와의 타협으로 추가되었다. 볼턴은 황금 시대의 사람들은 슬픔, 노고, 비탄, 노년 없이 신처럼 살았지만, 철기 시대의 사람들은("철의 종족") 노동과 슬픔에서 결코 쉬지 않으며, 수치심, 도덕성, 의로운 분노 없이 퇴폐하며, 밤에는 잦은 죽음과 함께 짧은 삶을 살고, 갓 태어난 아기조차 노년의 징후를 보이며, 제우스가 모든 것을 파괴할 때에야 비로소 끝이 난다고 설명한다.
아테네 철학자 플라톤은 『정치가』(대략 기원전 399–347년)에서 시간을 두 개의 36,000년 반으로 이루어진 불확실한 주기로 묘사한다. 이 두 시기는 (1) 세계가 혼돈과 파괴로 향하는 해체 과정과 (2) 세계가 창조자에 의해 새로운 상태로 재창조되는 과정을 의미한다. 『크라틸로스』(397e)에서 플라톤은 지상에 처음 나타난 고귀하고 선한 다이몬(신과 같은 안내자)인 황금 인종에 대해 이야기한다.
로마 시인 오비디우스는 『변신 이야기』(I, 89–150; 대략 기원전 8년)에서 네 시대(황금, 은, 청동, 철기 시대)를 헤시오도스의 그리스 영웅 시대를 제외하고 하향 곡선으로 묘사하며, 고드윈에 따르면 현재 시대는 비참함과 부도덕의 최저점이며, 인간의 삶과 사후 상태 모두에 영향을 미친다. 첫 두 시대의 죽음은 불멸의 감시령이 되어 인류에게 유익했지만, 세 번째 시대의 죽음은 하데스로 갔고, 네 번째 시대의 죽음은 알 수 없는 운명이었다.
조셀린 고드윈은 유가 개념에 대한 지식이 힌두교 전통에서 그리스인과 다른 인도유럽인들에게 전해졌을 것이라고 추정한다. 고드윈은 네 개의 널리 떨어진 문화권(힌두교, 칼데아, 중국, 아이슬란드)에서 칼리 유가의 지속 시간인 432,000이라는 숫자가 오랫동안 주목받았다고 덧붙인다.

## 같이 보기
- 힌두교 종말론
- 힌두교 시간 단위
  - 칼파 (브라흐마의 하루)
  - 만반타라 (마누의 시대)
  - 프랄라야 (해체 기간)
  - 유가 순환 (네 유가 시대): 사트야 (크리타), 트레타, 드와파라, 그리고 칼리
- 이티하사 (힌두교 전통)
- 힌두교 경전의 숫자 목록
- 베다-푸라나 연대기

### 설명주
1. ↑  360 태양년은 신성년을 구성한다. 이것은 다음 신념 체계에 따른 것이다: 신들은 북천에 거주한다고 믿어진다.[1] 지구의 자전축 기울기로 인해, 태양은 춘분과 추분 사이 기간에 북반구 머리 위에 있다. 이 기간은 신들의 낮으로 지정된다. 반대로, 태양은 추분과 춘분 사이 기간에 남반구 머리 위에 있다. 이 기간은 신들의 밤으로 지정된다. 합치면 전체 태양년은 '신들의 날'로 지정된다.[2] 360 이러한 '신들의 날'은 신성년을 이룬다.[3]
2. ↑  일반적인 단어 "yuga"는 때때로 더 구체적인 단어 "catur-yuga" 대신 사용된다. 바가바타 푸라나 12.4.2 ("catur-yuga")[9]와 바가바드 기타 8.17 ("yuga")에서는 칼파가 1,000개의 catur-yuga 동안 지속된다고 묘사한다.[10]
3. ↑  각 칼리-유가-산디는 36,000 태양년(100 신성년) 동안 지속된다:
* 산드야: 기원전 3102년 ~ 서기 32,899년
* 산드얀사: 서기 392,899년~서기 428,899년
4. ↑  일부 출처에서는 224장 (CCXXIV): 마하바라타 12.224.
5. 1 2 3 4  기원전 1년에서 서기 1년까지를 1년이 아닌 2년으로 계산하는 흔한 오류가 존재한다. 0년은 존재하지 않는다.
6. ↑  르네 게농의 유가 순환 표: 계산된 날짜는 가스통 조르젤의 1949년 출판물인 『인류의 네 시대』(Les Quatre Âges de L’Humanité)와 장 로뱅의 1980년대 초 출판물에 기반한다.
7. ↑  평균 태양시로 계산되었다.

### 참조주
1. ↑  Burgess 1935, 285, 286쪽, chapter XII verse 34-36.
2. ↑  Burgess 1935, 288, 289쪽, chapter XII verse 45-51: The Surya Siddhanta identifies the vernal equinox with the First Point of Aries and hence does not distinguish between the sidereal and tropical year.
3. ↑  Burgess 1935, 8, 9쪽, chapter I verse 13,14.
4. 1 2 3  Godwin, Joscelyn (2011). 《Atlantis and the Cycles of Time: Prophecies, Traditions, and Occult Revelations》. Inner Traditions. 300–301쪽. ISBN 9781594778575.
5. 1 2 3 4 5  Merriam-Webster (1999). 〈Merriam-Webster's Encyclopedia of World Religions〉.   Doniger, Wendy; Hawley, John Stratton. 《메리엄-웹스터》. Merriam-Webster, Incorporated. 445 (Hinduism), 1159 (Yuga)쪽. ISBN 0877790442. 
* HINDUISM: Myths of time and eternity: ... Each yuga is preceded by an intermediate "dawn" and "dusk". The Krita yuga lasts 4,000 god-years, with a dawn and dusk of 400 god-years each, or a total of 4,800 god-years; Treta a total of 3,600 god-years; Dvapara 2,400 god-years; and Kali (the current yuga) 1,200 god-years. A mahayuga thus lasts 12,000 god-years ... Since each god-year lasts 360 human years, a mahayuga is 4,320,000 years long in human time. Two thousand mahayugas form one kalpa (eon) [and pralaya], which is itself but one day in the life of Brahma, whose full life lasts 100 years; the present is the midpoint of his life. Each kalpa is followed by an equally long period of abeyance (pralaya), in which the universe is asleep. Seemingly the universe will come to an end at the end of Brahma's life, but Brahmas too are innumerable, and a new universe is reborn with each new Brahma.
* YUGA: each yuga is progressively shorter than the preceding one, corresponding to a decline in the moral and physical state of humanity. Four such yugas (called ... after throws of an Indian game of dice) make up a mahayuga ("great yuga") ... The first yuga (Krita) was an age of perfection, lasting 1,728,000 years. The fourth and most degenerate yuga (Kali) began in 3102 BCE and will last 432,000 years. At the close of the Kali yuga, the world will be destroyed by fire and flood, to be re-created as the cycle resumes. In a partially competing vision of time, Vishnu's 10th and final AVATAR, KALKI, is described as bringing the present cosmic cycle to a close by destroying the evil forces that rule the Kali yuga and ushering in an immediate return to the idyllic Krita yuga.
6. 1 2 3 4 5 6 7 8 9 10  Gupta, S. V. (2010). 〈Ch. 1.2.4 Time Measurements〉.   Hull, Robert; Osgood, Richard M. Jr.; Parisi, Jurgen; Warlimont, Hans. 《Units of Measurement: Past, Present and Future. International System of Units》. Springer Series in Materials Science: 122. 스프링어. 6–8쪽. ISBN 9783642007378. Paraphrased: Deva day equals solar year. Deva lifespan (36,000 solar years) equals 100 360-day years, each 12 months. Mahayuga equals 12,000 Deva (divine) years (4,320,000 solar years), and is divided into 10 charnas consisting of four Yugas: Satya Yuga (4 charnas of 1,728,000 solar years), Treta Yuga (3 charnas of 1,296,000 solar years), Dvapara Yuga (2 charnas of 864,000 solar years), and Kali Yuga (1 charna of 432,000 solar years). Manvantara equals 71 Mahayugas (306,720,000 solar years). Kalpa (day of Brahma) equals an Adi Sandhya, 14 Manvantaras, and 14 Sandhya Kalas, where 1st Manvantara preceded by Adi Sandhya and each Manvantara followed by Sandhya Kala, each Sandhya lasting same duration as Satya yuga (1,728,000 solar years), during which the entire earth is submerged in water. Day of Brahma equals 1,000 Mahayugas, the same length for a night of Brahma (Bhagavad-gita 8.17). Brahma lifespan (311.04 trillion solar years) equals 100 360-day years, each 12 months. Parardha is 50 Brahma years and we are in the 2nd half of his life. After 100 years of Brahma, the universe starts with a new Brahma. We are currently in the 28th Kali yuga of the first day of the 51st year of the second Parardha in the reign of the 7th (Vaivasvata) Manu. This is the 51st year of the present Brahma and so about 155 trillion years have elapsed. The current Kali Yuga (Iron Age) began at midnight on 17/18 February 3102 BC in the proleptic Julian calendar.
7. ↑  Merriam-Webster 1999, 629 (Kalki)쪽: At the end of the present Kali age, when virtue and religion have disappeared into CHAOS and the world is ruled by unjust men, Kalki will appear to destroy the wicked and usher in a new age. ... According to some myths, Kalki's horse will stamp the earth with its right foot, causing the tortoise that supports the world to drop into the deep. Then Kalki will restore the earth to its initial purity.
8. 1 2  Burgess 1935, 9쪽: The period of 4,320,000 years is ordinarily styled Great Age (mahayuga), or, as above in two instances [1.15–16], Quadruple Age (caturyuga). In the Surya-Siddhanta, however, the former term is not once found, and the latter occurs only in these verses; elsewhere, Age (yuga) alone is employed to denote it, and always denotes it, unless expressly limited by the name of the Golden (krta) Age.
9. ↑  “Śrīmad-Bhāgavatam (Bhāgavata Purāṇa) 12.4.2”. 《Bhaktivedanta Vedabase》. 2020년 5월 10일에 확인함. 
catur-yuga-sahasraṁ tu brahmaṇo dinam ucyate ।
sa kalpo yatra manavaś caturdaśa viśām-pate ॥ 2 ॥
(2) One thousand cycles of four ages [catur-yuga] constitute a single day of Brahmā, known as a kalpa. In that period, O King, fourteen Manus come and go.
10. ↑  “Bhagavad-gītā As It Is”, 《Bhaktivedanta Vedabase》 (Bhaktivedanta Book Trust), 1968, LCCN 68008322, 2020년 5월 10일에 확인함, 
sahasra-yuga-paryantam ahar yad brahmaṇo viduḥ ।
rātriṁ yuga-sahasrāntāṁ te ’ho-rātra-vido janāḥ ॥ 17 ॥
(17) By human calculation, a thousand ages [yuga] taken together form the duration of Brahmā’s one day. And such also is the duration of his night., 위키데이터 Q854700
11. ↑  “*yeug-”. 《Online Etymology Dictionary》. 2021년 2월 27일에 확인함.
12. ↑  “caturyuga”. 《Sanskrit Dictionary for Spoken Sanskrit》. 2021년 2월 27일에 확인함.
13. 1 2 3  Matchett, Freda; Yano, Michio (2003). 〈Part II, Ch. 6: The Puranas / Part III, Ch. 18: Calendar, Astrology, and Astronomy〉.   Flood, Gavin. 《The Blackwell Companion to Hinduism》. Blackwell Publishing. 139–140, 390쪽. ISBN 0631215352.
14. ↑  Bühler 1886, 20쪽:
yadetat parisaṅkhyātamādāveva caturyugam ।
etad dvādaśasāhasraṃ devānāṃ yugamucyate ॥ 71 ॥
(71) These twelve thousand (years) which thus have been just mentioned as the total of four (human) ages [caturyugam], are called one age of the gods.
15. ↑  “Śrīmad-Bhāgavatam (Bhāgavata Purāṇa) 12.2.39”. 《Bhaktivedanta Vedabase》. 2020년 5월 10일에 확인함. 
kṛtaṁ tretā dvāparaṁ ca kaliś ceti catur-yugam ।
anena krama-yogena bhuvi prāṇiṣu vartate ॥ 39 ॥
(39) The cycle of four ages [catur-yugam] — Satya, Tretā, Dvāpara, and Kali — continues perpetually among living beings on this earth, repeating the same general sequence of events.
16. ↑  “daivayuga”. 《Sanskrit Dictionary for Spoken Sanskrit》. 2021년 2월 27일에 확인함.
17. ↑  “devayuga”. 《Sanskrit Dictionary for Spoken Sanskrit》. 2021년 2월 27일에 확인함.
18. ↑  “mahAyuga”. 《Sanskrit Dictionary for Spoken Sanskrit》. 2021년 2월 27일에 확인함.
19. ↑  Godwin 2011, 301(a)쪽: Great Age (Mahayuga).
20. ↑  Brown, W. Norman (1964). “The Indian Games of Pachisi, Chaupar, and Chausar”. 《Expedition magazine》. 6권 2호 (Penn Museum). 34쪽. ISSN 0014-4738. The Rig-Veda, which we may reasonably consider to have been in its present form before 1000 B.C., has references to the use of dice, and one of its hymns (Book 10, 34) is a charm to cure an inveterate and unsuccessful gambler of the compulsion to gamble that has ruined him. In the Atharva Veda, also, gambling with dice is mentioned (2.3; 4.38; 6.118; 7.52; 7.109). The Aryans of Rig-Vedic times made their dice of the vibhidaka-tree nuts, and we do not know how they used them. Evidently dicing was considered a fitting vice of kings, and in the ritualistic literature of the centuries following the Rig-Veda, say at around 800 B.C., the consecration ceremonies for a king included a game of dice–which the new king must always win–and there was a special officer to take charge of the dice. In the great epic known as the Mahabharata there are two famous instances of kings ruined by gambling.
21. ↑  Vishnu Samhita.
22. ↑  Kane, P. V. (September 1936).  Sukthankar, V. S.; Fyzee, A. A. A.; Bhagwat, N. K., 편집. 《Kalivarjya (actions forbidden in the Kali Age)》. 《Journal of the Bombay Branch of the Royal Asiatic Society》 12 (The Asiatic Society of Bombay). 4쪽.
23. 1 2  Godwin 2011, 301쪽: The Hindu astronomers agree that the [Dvapara Yuga ended and] Kali Yuga began at midnight between February 17 and 18, 3102 BCE. Consequently [Kali Yuga] is due to end about 427,000 CE, whereupon a new Golden Age will dawn.
24. ↑  Burgess 1935, ix (Introduction)쪽: Calculated date of 2163102 B.C. for "the end of the Golden Age (Krta yuga)", the start of Treta yuga, mentioned in Surya Siddhanta 1.57.
25. ↑  Dutt, Manmatha Nath (1903). 〈Ch. 231 (CCXXXI)〉. 《A Prose English Translation of The Mahabharata (Translated Literally from the Original Sanskrit text)》. Book 12 (Shanti Parva). Calcutta: Elysium Press. 351 (12.231.17, 19–21, 29)쪽.
26. ↑  Bühler, G. (1886). 〈Ch. 1, The Creation〉.   Müller, F. Max. 《The Laws of Manu: translated with extracts from seven commentaries》. 성스러운 동방의 책 XXV. 옥스퍼드 대학교 출판부. 20 (1.67–71)쪽.
27. ↑  Burgess, Rev. Ebenezer (1935). 〈Ch. 1: Of the Mean Motions of the Planets.〉.   Gangooly, Phanindralal. 《Translation of the Sûrya-Siddhânta: A text-book of Hindu astronomy, with notes and an appendix》. 캘커타 대학교. 7–9 (1.13–17)쪽.
28. ↑  Merriam-Webster 1999, 691 (Manu)쪽: a day in the life of Brahma is divided into 14 periods called manvantaras ("Manu intervals"), each of which lasts for 306,720,000 years. In every second cycle [(new kalpa after pralaya)] the world is recreated, and a new Manu appears to become the father of the next human race. The present age is considered to be the seventh Manu cycle.
29. ↑  Burgess 1935, 12–13 (1.21–24), 19쪽.
30. ↑  Krishnamurthy, Prof. V. (2019). 〈Ch. 20: The Cosmic Flow of Time as per Scriptures〉. 《Meet the Ancient Scriptures of Hinduism》. Notion Press. ISBN 9781684669387. According to the traditional time-keeping ... Thus in Brahma's calendar the present time may be coded as his 51st year - first month - first day - 7th manvantara - 28th maha-yuga - 4th yuga or kaliyuga.
31. ↑  Godwin 2011, 301(b)쪽: 비슈누 푸라나, translated by the great Sanskritist 호러스 헤이먼 윌슨: One Pararddha, or half [Brahma's] existence, has expired, terminating with the Maha Kalpa called Padma. The Kalpa (or day of Brahma) termed Varaha is the first of the second period of Brahma's existence. ... The Hindu astronomers agree that the Kali Yuga began at midnight between February 17 and 18, 3102 BCE. Consequently it is due to end about 427,000 CE, whereupon a new Golden Age will dawn.
32. ↑  Gupta 2010, 9쪽: At the beginning of any Hindu rite, an ashloka in Sanskrit is read out, which means that this ritual is being performed for a certain purpose (name of the purpose) by this particular person (name of the person including father's and family names) at this place (full address with country name) at this time of day (Ghadi and Pala or in hours and minutes) in 5109 of Kalyugi year (for AD 2007, or Hindu calendar year 2064 Sambat) of the 28th Chaturyugee of the 7th Manvantara on the first day of the 51st year of the 2nd Brahma [(2nd half of Brahma's life)]. This is a wonderful example of counting time from the start of the universe to the present time.
33. ↑  “Manusmriti Verse 1.86 [Variation of 'Virtue' in the four Cycles]”. 《Wisdom Library》 (영어). 2016년 7월 8일.
34. ↑  Krishan, Yuvraj (1999). 《Gaṇeśa: Unravelling An Enigma》. Delhi: Motilal Banarsidass Publishers. 79–80쪽. ISBN 978-81-208-1413-4.
35. ↑  Grimes, John A. (1995). 《Ganapati: Song of the Self》. Albany, New York: 뉴욕 주립 대학교 출판부. 101–104쪽. ISBN 0-7914-2439-1. In the Gaṇeśa Purāṇa, Gaṇapati is described as taking a different incarnation (avatāra) in each of the four cosmic ages (yugas). In the kṛta yuga, Gaṇeśa incarnates as Vināyaka (or Mahotkaṭa), the son of Kāśyapa and Aditi. ... During the treta yuga, Gaṇapati incarnates as Mayūreśvara, the son of Lord Śiva. ... During the dvapara yuga, Gaṇeśa incarnates as Gajānāna, the son of Lord Śiva. ... During the kali yuga, Gaṇapati incarnates as Dhūmraketu (or Śūrpakarṇa).
36. ↑  Bailey, Greg (2008). 《Gaṇeśapurāṇa — Part II: Krīḍākhaṇḍa》. Wiesbaden: 하라서비츠 베를라크. 5–8쪽. ISBN 978-3-447-05472-0.
37. ↑  Part 1: 50.41 (city of Bali), 55.3, 55.7. 《The Vāyu Purāna: Part I》. Delhi: 모틸랄 바나르시다스. 1960. 377–382쪽.
38. ↑  Part 2: 5.133, 35.73, 35.77, 36.74–85, 37.26–32, 38.21–22, 46.29 (Bali as oblation). 《The Vāyu Purāna: Part II》. Delhi: 모틸랄 바나르시다스. 1960.
39. ↑  “Śrīmad-Bhāgavatam (Bhāgavata Purāṇa) 9.10.51”. 《Bhaktivedanta Vedabase》. 2020년 5월 18일에 확인함. Lord Rāmacandra became King during Tretā-yuga, but because of His good government, the age was like Satya-yuga. Everyone was religious and completely happy.
40. ↑  Knapp, Stephen. “Lord Rama: Fact or Fiction”. 《Stephen Knapp and His Books on Vedic Culture, Eastern Philosophy and Spirituality》. 2020년 5월 17일에 확인함. In the Vayu Purana (70.47–48) [published by Motilal Banarsidass] there is a description of the length of Ravana’s life. It explains that when Ravana’s merit of penance began to decline, he met Lord Rama, the son of Dasarath, in a battle wherein Ravana and his followers were killed in the 24th Treta-yuga. ... The Matsya Purana (47/240,243–246) is another source that also gives more detail of various avataras and says Bhagawan Rama appeared at the end of the 24th Treta-yuga.
41. ↑  Mani, Vettam (1975). 〈RAKTAJA〉. 《A Comprehensive Dictionary with Special Reference to the Epic and Puranic Literature》. 《Puranic Encyclopedia》. 모틸랄 바나르시다스. 630쪽. ISBN 0842608222. The following story is told in the Padma Purana (Chapter 14) ... Devendra raised a legal objection to the above injunction of Vishnu as follows: "You, who incarnated yourself as Rama in the twentyseventh yuga of the last Manvantara for the purpose of killing Ravana, killed my son Bali. Therefore I do not wish to procreate Nara as my son." To this objection of Indra, Vishnu assured him that as a penalty for the mistake of killing Bali, he would be a companion of Nara (Arjuna) who would be born as Indra's son.
42. ↑  Motilal Banarsidass 1960, 2 (fn. 1)쪽.
43. ↑  Parmeshwaranand, Swami (2001). 《Encyclopaedic Dictionary of Purāṇas》. 1 (A–C). New Delhi: Sarup & Sons. 169쪽. ISBN 81-7625-226-3. The Doubt of Vyāsa: According to the Indian tradition, the sage Vyāsa was the compiler of all the Vedas, and the composer of the Mahābhārata and many other works. The [Bhāgavata Purāṇa] repeats this tradition ...
44. ↑  Wilson, H. H. (1940). “The Vishnu Purana: A System of Hindu Mythology and Tradition”. London: 존 머리. 272쪽. Twenty-eight times have the Vedas been arranged by the great Rishis in the Vaivaswata Manwantara in the Dwápara age, and consequently eight and twenty Vyásas have passed away; by whom, in their respective periods, the Veda has been divided into four.
45. ↑  Yukteswar, Swami Sri (1990) [1st ed. 1894]. 《The Holy Science》 [Kaivalya Darsanam]. 자아실현 친목회. 7–17쪽. ISBN 0876120516.
46. ↑  Yukteswar 1990, 15–17쪽.
47. 1 2  Godwin 2011, 331–332쪽.
48. ↑  Yukteswar 1990, 9–13쪽.
49. ↑  Yukteswar 1990, 7–8, 10쪽.
50. ↑  Godwin 2011, 332–333쪽.
51. ↑  Godwin 2011, 330–331쪽.
52. ↑  Godwin 2011, 330, 331, 332쪽.
53. ↑  Godwin 2011, 333–334쪽.
54. 1 2  Guénon, René (2001) [1st ed. 1970].  Fohr, Samuel D., 편집. 《Traditional Forms & Cosmic Cycles》 [Formes Traditionnelles et Cycles Cosmiques]. 번역 Fohr, Henry D. Sophia Perennis. 5–8쪽. ISBN 0900588179.
55. ↑  Godwin 2011, 305–306쪽.
56. ↑  Godwin 2011, 306쪽.
57. ↑  Godwin 2011, 306–307쪽.
58. ↑  “Timeline of Cycles by René Guénon and Gaston Georgel”. 《Sufi Path of Love》. 2019년 4월 20일. 2020년 11월 13일에 확인함.
59. ↑  Daniélou, Alain (1987) [1st ed. 1985]. 《While the Gods Play: Shaiva Oracles and Predictions on the Cycles of History and the Destiny of Mankind》 [La Fantaisie des Dieux et L'Aventure Humaine]. 번역 Bailey, Barbara; Baker, Michael. Inner Traditions International. 193–198쪽. ISBN 0892811153.
60. ↑  Godwin 2011, 307–310쪽.
61. ↑  Godwin 2011, 309쪽: Daniélou said his figures are accurate to within fifty years.
62. ↑  Godwin 2011, 308쪽.
63. ↑  Burgess 1935, 17 (1.29–34)쪽.
64. ↑  Burgess 1935, 19쪽.
65. ↑  Burgess 1935, 19, 27쪽.
66. ↑  Bolton, Robert (2001). 《The Order of the Ages: World History in the Light of a Universal Cosmogony》. Sophia Perennis. 64쪽. ISBN 978-0-900588-31-0.
67. ↑  Godwin 2011, 298–299쪽.
68. ↑  Bolton 2001, 64–65쪽.
69. ↑  Bolton 2001, 65–68쪽.
70. 1 2  Godwin 2011, 299쪽.
71. ↑  Godwin 2011, 304쪽.